# Rhipidarctia crameri
Rhipidarctia crameri är en fjärilsart som beskrevs av Sergius G. Kiriakoff 1961. Rhipidarctia crameri ingår i släktet Rhipidarctia och familjen björnspinnare. Inga underarter finns listade.